# Incisura praeoccipitalis
De incisura praeoccipitalis is een kleine inkeping aan de onderzijde van de grote hersenen van de mens, die de temporale kwab scheidt van de occipitale kwab. Aan de laterale zijde van de hersenen kan als scheiding van de occipitale kwab een denkbeeldige lijn wordt getrokken vanuit deze inkeping naar de bovenkant van de sulcus parietooccipitalis. Aan de mediale zijde, loopt als afscheiding van de occipitale kwab een denkbeeldige lijn vanuit de incisura praeoccipitalis naar het voorste punt van de sulcus parietoocipitalis. De incisura praeoccipitalis ligt gemiddeld 44 mm voor de polus occipitalis (achterste punt van de occipitale kwab). De incisura praeoccipitalis kan eventueel een bijkomstige tak hebben.